# Беатриче Ченчи
Беатриче Ченчи (на италиански: Beatrice Cenci) е италианска убийца от XVI век.
Родена е в Рим на 6 февруари 1577 г. и е обезглавена на Моста „Сант' Анджело“ в Рим на 11 септември 1599 г.
Дъщеря е на римския аристократ Франческо Ченчи (1527 – 1598). Известна е със своята красота и смелост по време на разследването. През 1598 г., заедно с мащехата си Лукреция Петрони-Ченчи и брат си Джакомо, заговорничи да убие баща си, „груб и покварен“ старец. Осъдена е за това престъпление и е екзекутирана заедно със съучастниците си чрез обезглавяване.
Тази история служи за сюжет на множество литературни произведения.